# Scarpe
 (novembre 2020).
Si vous disposez d'ouvrages ou d'articles de référence ou si vous connaissez des sites web de qualité traitant du thème abordé ici, merci de compléter l'article en donnant les références utiles à sa vérifiabilité et en les liant à la section « Notes et références ».
La Scarpe est une rivière de la région Hauts-de-France et un affluent de l'Escaut.

## Géographie
La Scarpe mesure 94 kilomètres dont les deux-tiers sont canalisés (à partir d'Arras).
Le Service d'administration nationale des données et référentiels sur l'eau (Sandre) distingue deux types de cours d'eau qui composent la Scarpe :
- un cours d'eau naturel non navigable de 27 km, la Scarpe rivière, qui prend sa source dans la commune de Tincques et se jette dans La Scarpe canalisée, à une altitude de 55 mètres, au niveau de la commune de Saint-Nicolas[1] ;
- et un cours d'eau naturel navigable sur 71 tronçons et non navigable sur sept tronçons, la Scarpe canalisée, d'une longueur de 67 km, qui prend sa source dans la commune d'Arras et, après avoir traversé notamment Douai et Saint-Amand-les-Eaux, se jette dans l'Escaut canalisé au niveau de la commune de Mortagne-du-Nord[2]. La Scarpe canalisée est composée, entre autres, de deux affluents portant le nom de Scarpe : 
  - la Rivièrette ou Scarpe Amont (5 km)[3],
  - la Rivièrette ou Scarpe Aval (3 km)[4].

## Hydrologie, écologie
Le débit de la Scarpe est 2,6 m3/s à Sainte-Catherine-lès-Arras. Une grande partie de la Scarpe a été artificialisée et polluée dès le début de la Révolution industrielle.

### Plancton
Une étude du phytoplancton (prélevé à 30 cm sous la surface) et de certains polluants de la Basse-Scarpe a été faite à Râches et Marchiennes en amont et 10 km en aval de l'emplacement du rejet d'une nouvelle station d'épuration des eaux usées, d'avril 1992 à octobre 1993. Elle a montré que le phytoplancton était là dominé par des diatomées (souvent typiques d'un milieu eutrophe telles que Stephanodiscus hantzschii, Cylcostephanos dubius qui constituaient l'essentiel des populations) au printemps et en automne, mais par des chlorophytes en été quand la luminosité et la température augmentent alors que la pluviométrie diminue). Cette saisonnalité est normale, aussi observée sur les autres grands cours d'eau de cette partie tempérée de l'Europe.
Les auteurs signalent aussi des apparitions irrégulières, peut être plus problématiques de cyanophycées (groupe de bactéries potentiellement photosynthétiques pouvant dans certaines conditions sécréter des neurotoxines dites cyanotoxines) caractéristiques de phénomènes d'eutrophisation voire de dystrophisation. Les populations dominantes de diatomées peuvent changer d'une année sur l'autre, puisqu'en 1993 c'est plutôt Asterionella formosa et Aulacoseira granulata qui ont dominé le milieu au printemps et en automne, probablement en raison d'une amélioration de la qualité de l'eau induite par la mise en route de la nouvelle station d'épuration. Les pics de biomasse phytoplanctonique et la part des cyanophycées ont fortement diminué sur la période de suivi,.

## Hydrogéographie
La Scarpe est une des rivières du bassin versant de l'Escaut.
Dans la portion qui relie Arras à l’Escaut, elle a 19 écluses réparties sur un parcours de 66 km et un dénivelé d’une quarantaine de mètres.
- La Scarpe supérieure s’écoule sur 23 km d’Arras à Corbehem ;
- la Scarpe moyenne 7 km jusque Douai Fort de Scarpe ;
- la Scarpe inférieure s'écoule sur 38 km jusqu’à Mortagne-du-Nord où elle se jette dans l’Escaut.

Une dérivation de la Scarpe réalisée entre Corbehem et Flers-en-Escrebieux permet une liaison avec le Canal Dunkerque-Escaut (à grand gabarit).
La zone dite « Scarpe-Aval » couvre (selon le SAGE qui la concerne) un vaste bassin versant (624 km2) pédologiquement « complexes : limons lœssiques sur les contreforts et alluvions hydromorphes dans la Plaine », couvert par 75 communes (sur 3 arrondissements : Lille, Valenciennes et Douai), répartis en 3 communautés d’agglomération et 5 communautés de communes, avec un syndicat mixte (du Parc naturel régional Scarpe-Escaut), plusieurs syndicats d’assainissement, d’eau potable ou d’hydraulique qui gèrent ensemble
- la Scarpe canalisée : 37 km de long, gabarit Freycinet, perchée, débit moyen de 4,5 m3/s ;
- la Plaine alluviale avec pente de 0,2 %, altitude de 16 à 20 m, débit inférieur à 1 m3/s ;
- les Contreforts dont la pente est faible (inférieure à 3 %, pour une altitude de 25 à 50 m) ;
- un réseau hydrographique dense et très hiérarchisé, équipé de nombreux ouvrages hydrauliques, parfois anciens avec des interconnexions avec les canaux du nord en amont (avec Sensée, Scarpe, Deûle) et avec le district international de l'Escaut, à l’aval.

Trois entités paysagères sont concernées : la Pévèle, la plaine alluviale de la Scarpe et le bassin minier du Nord-Pas-de-Calais, caractérisé par des problèmes de pollution historique (métaux lourds et autres éléments traces métalliques, hydrocarbures aromatiques polycycliques) et contemporaine (nitrates, turbidité, perturbateurs endocriniens, d'affaissements miniers à l'origine de la création de la Mare à Goriaux et qui exacerbent le risque d'inondation). On assiste de plus, dans l'ancienne zone minière et à la suite de l'arrêt des grands pompages industriels, à une lente remontée de la nappe de la craie, autrefois pompée et surexploitée, moins prélevée depuis 30 ans « 35 millions de m3/an dans les années 70 contre 22 à 25 millions de m3/an ces dernières années »[réf. nécessaire], avec une recharge encore précaire (insuffisante en période de successions de sécheresses tel qu'en 1997 ou 2006)[réf. nécessaire]. Sous ce territoire se trouvent quatre formations géologiques (quaternaire (limons, alluvions), éocène (argiles, tuffeaux, sables), crétacée (craies, marnes) et primaire (schistes, grès, calcaire)). 
- 42 % de cultures annuelles (+1,7 %),
- 16 % de prairies (- 7,1 %),
- 15 % de zones urbanisées (+ 0,9 %),
- 14 % de bois et forêts (stable),
- 13 % d’autres types d’occupation du sol : marais, étangs, voies d’eau, etc.

Ces territoires sont marqués par de lourdes séquelles industrielles, dont témoignent 780 sites et sols pollués, 130 installations (en 2006) classées ICPE, 60 industries redevables et beaucoup de PME et PMI ;
- 3 aquifères : les aquifères superficiels, la nappe de la craie, l’aquifère du calcaire carbonifère (exploité pour le thermalisme et les eaux minérales embouteillées à Saint-Amand-les-Eaux).

## Histoire

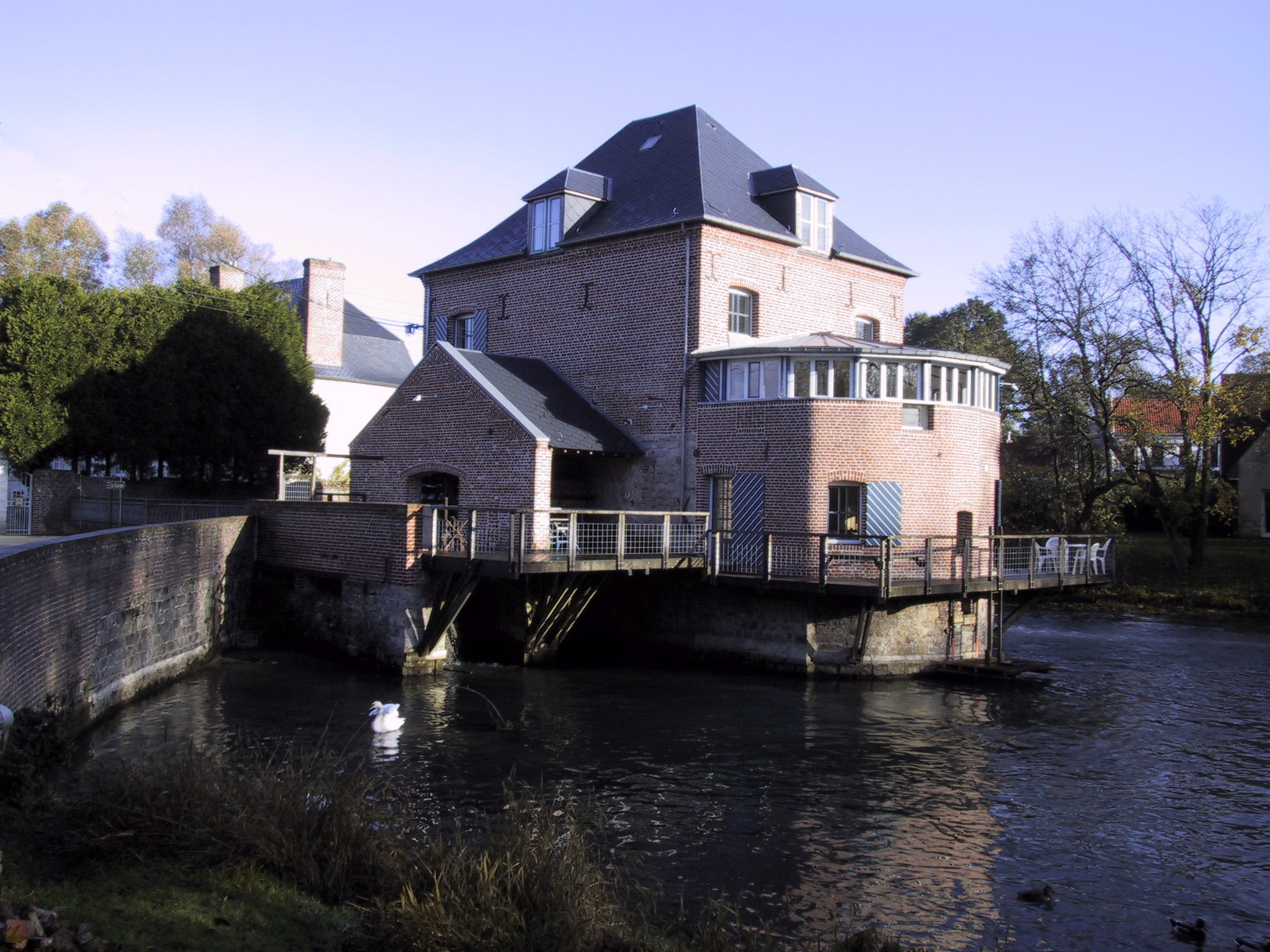
Le Moulin de Louez sur la Scarpe à Duisans.

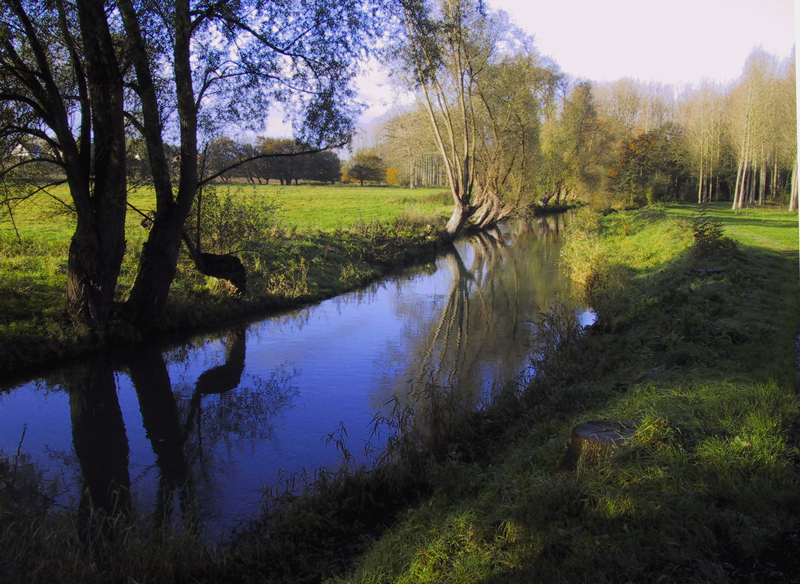
La Scarpe, à Louez-lès-Duisans.

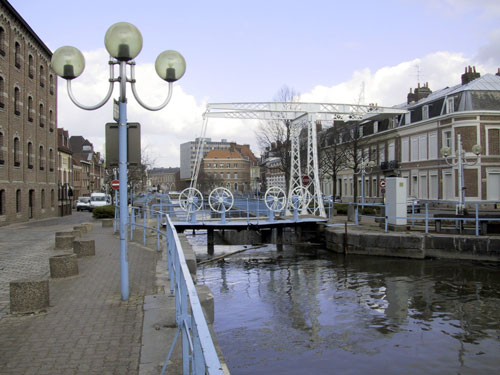
La Scarpe à Douai.

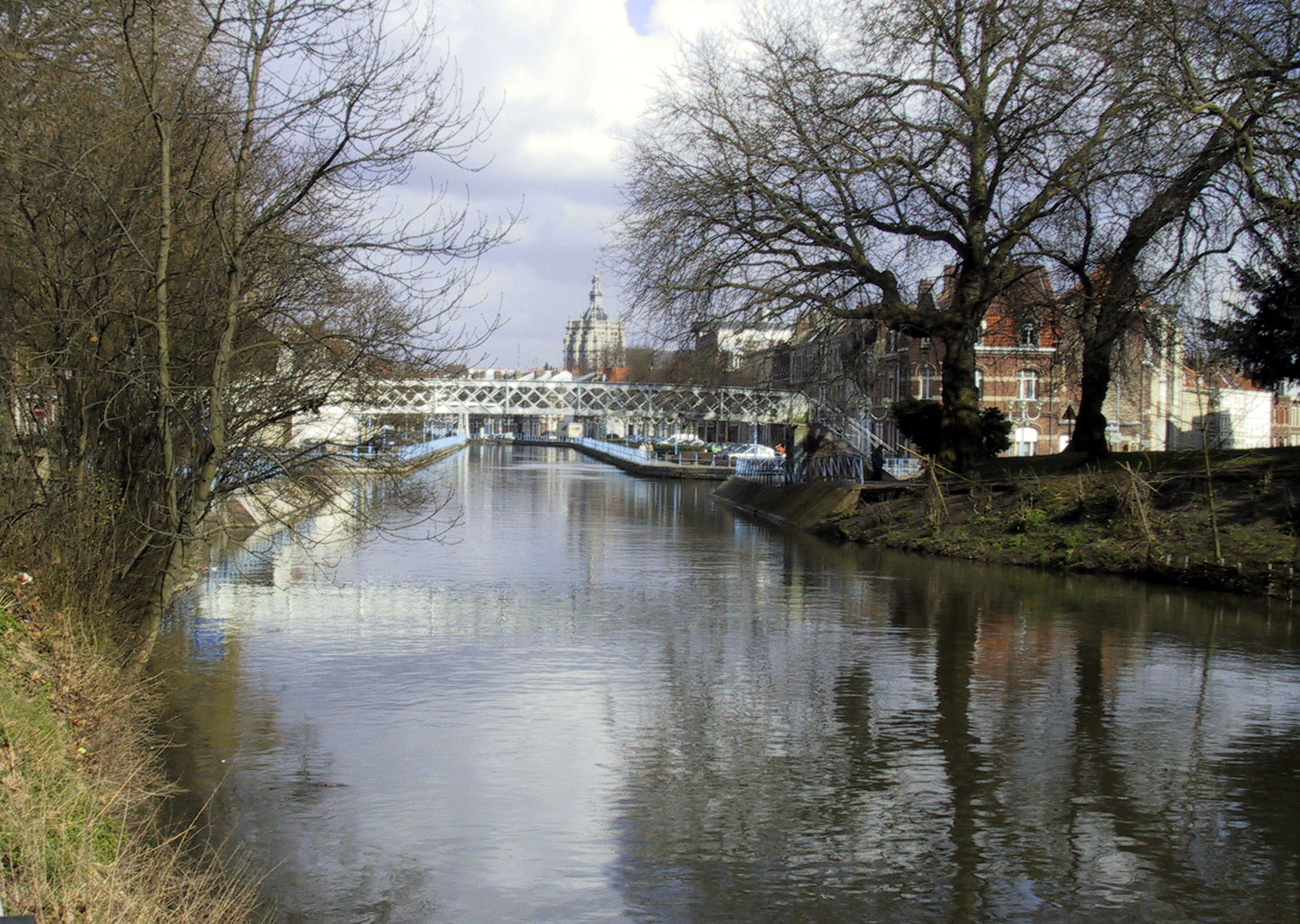
La Scarpe à Douai.

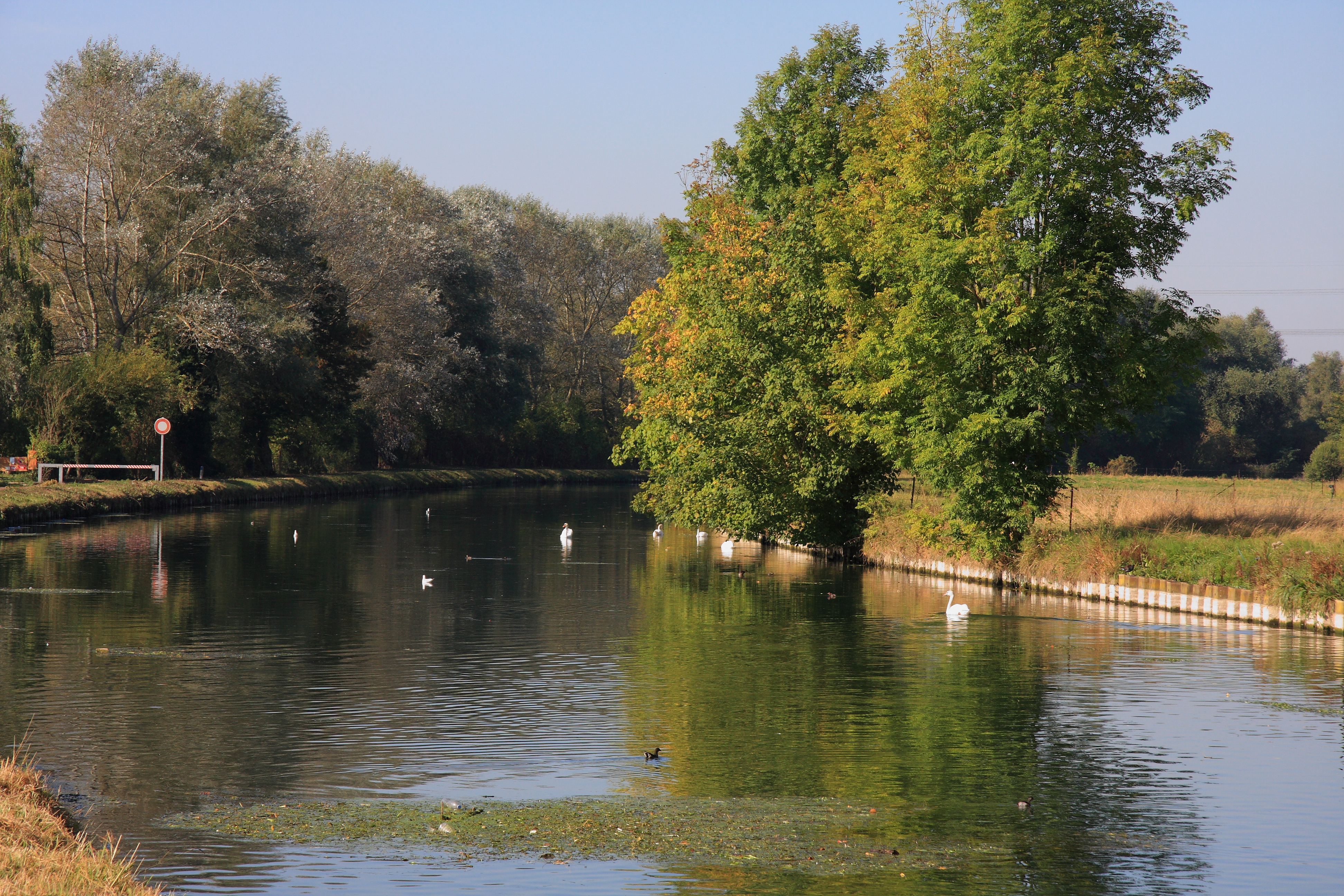
La Scarpe canalisée à Rœux.

La rivière et ses marais étaient autrefois particulièrement riche en faune, flore, dont poissons (des documents anciens citent des aloses, barbeaux, lottes, chabots, chevesnes, truites et même des vandoises dans la Scarpe. Les marais et les berges ont probablement connu une occupation préhistorique, au moins depuis le milieu du Néolithique, mais qui serait restée modérée en raison de sa mauvaise accessibilité (zone alors très marécageuse).
D'après la thèse de Jean Jacques Dubois[Qui ?], l'ancienne Scarpe semble être en effet restée plus longtemps qu'ailleurs dans la région dans un état de naturalité proche de celui de la préhistoire, avec des ripisylves qui jusqu'au Haut Moyen Âge pourraient avoir été des reliques de la forêt charbonnière... aujourd'hui remplacées par des successions d'étangs de pêche, de chasse et de loisir et de populicultures. Saint-Amand-les-Eaux a été la principale ville de la Plaine de la Scarpe. Elle s'est développée en accompagnant la croissance de la fameuse abbaye bénédictine élevée sur un site autrefois habité par les Romains par saint Amand (évêque de Maastricht) près de son oratoire en 639, et dotée par le Roi Dagobert Ier, mais aussi grâce à ses Eaux & boues dont les vertus étaient largement vantées et étudiées par les médecins bien avant la Révolution française[réf. nécessaire].
L'hydrographie actuelle est trompeuse ; elle résulte en fait d'une capture anthropique du Haut Moyen Âge (probablement au Xe siècle[réf. à confirmer]. La Scarpe d'Arras appartenait auparavant à la partie supérieure du cours de la Satis citée par les Romains, dont le haut cours a été détourné via le canal de Vitry-en-Artois vers la ville de Douai et la petite « Scarpe de Douai ». Ces travaux semblent avoir été commandés par un des comtes de Flandre, vraisemblablement pour rendre la petite « Scarpe de Douai » navigable. Le cours inférieur est aujourd'hui emprunté par la Sensée[réf. nécessaire].
Le toponyme « Scarpe » ne s'est étendu à l'aval de Vitry-en-Artois que tardivement, vers la fin du Bas Moyen Âge, et le souvenir de la capture s'est effacé jusqu'à sa mise en évidence, sur des preuves géologiques, par Jules Ladrière au XIXe siècle.
Avant cette capture, le bassin versant de la Scarpe se confondait avec la plaine de la Scarpe entre les régions de la Pévèle et de l'Ostrevent. Il était limité à environ 770 km2 et l'Escrebieux en était probablement le principal contributaire.
La Scarpe a de nombreux petits affluents, en amont de la capture (le Gy, le Crinchon, les Fontaines d'Hertain) et en aval (l'Escrebieux, le courant de Coutiches, le courant de l'Hôpital, l'Elnon...). Ces derniers ont de faibles débits mais se dirigent de manière centripète vers la large plaine de la Scarpe. Le canal de la Scarpe, est doublé par les canaux de la Traitoire et du Décours qui drainent la plaine. Celle-ci était également ponctuées de zones marécageuses, utilisées comme marais communaux par les communautés riveraines (marais des Six-Villes, Frais Marais) pour le pâturage, l'élevage, le rouissage du lin, la pêche et la chasse au gibier d'eau (tenderie aux oiseaux).
Son schéma d'aménagement et de gestion des eaux est en cours d'élaboration[Quand ?].
Le 2 février 2020, les vallées de la Scarpe et de l'Escaut sont désignées site Ramsar. À cette occasion, une étude sur la géohistoire des zones humides de la plaine de la Scarpe est réalisée en collaboration entre plusieurs chercheurs historiens, archéologues et associations d'histoire locales, sous la coordination du PNR Scarpe-Escaut. Celle-ci retrace plusieurs millénaires d'aménagement de la Scarpe, à travers les différents usages et infrastructures hydrauliques implantées sur le cours d'eau et dans les marais qui modifièrent durablement le faciès de cette vallée humide. Les fouilles archéologiques récentes réalisées par la Direction de l'archéologie préventive à l'emplacement du musée-parc Arkéos ont permis de mettre au jour un vaste atelier de potiers en bord de Scarpe et d'autres aménagements qui nous renseignent sur l'occupation du site à la fin du Moyen Âge.

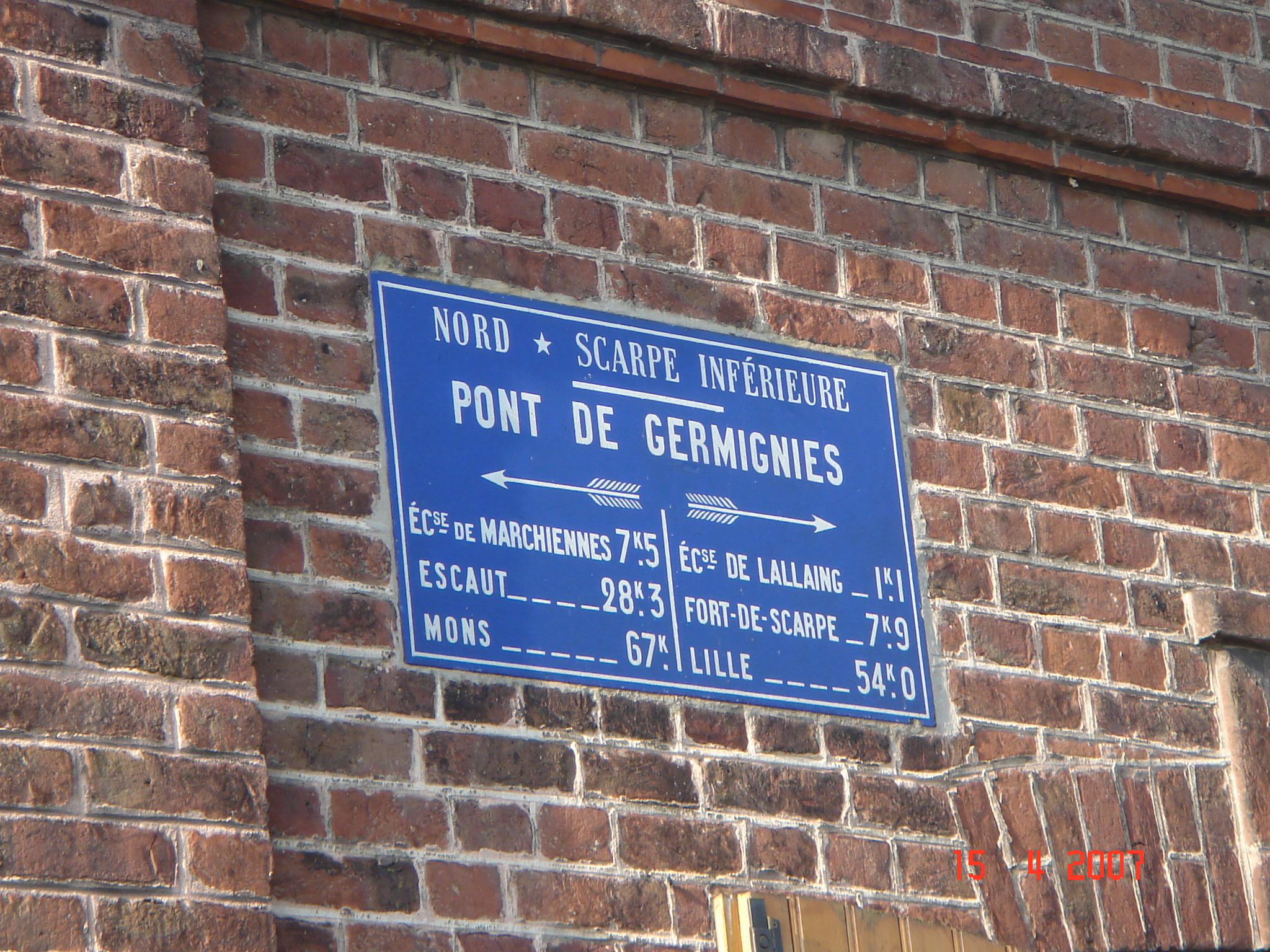
Plaque Pont de Germignies.
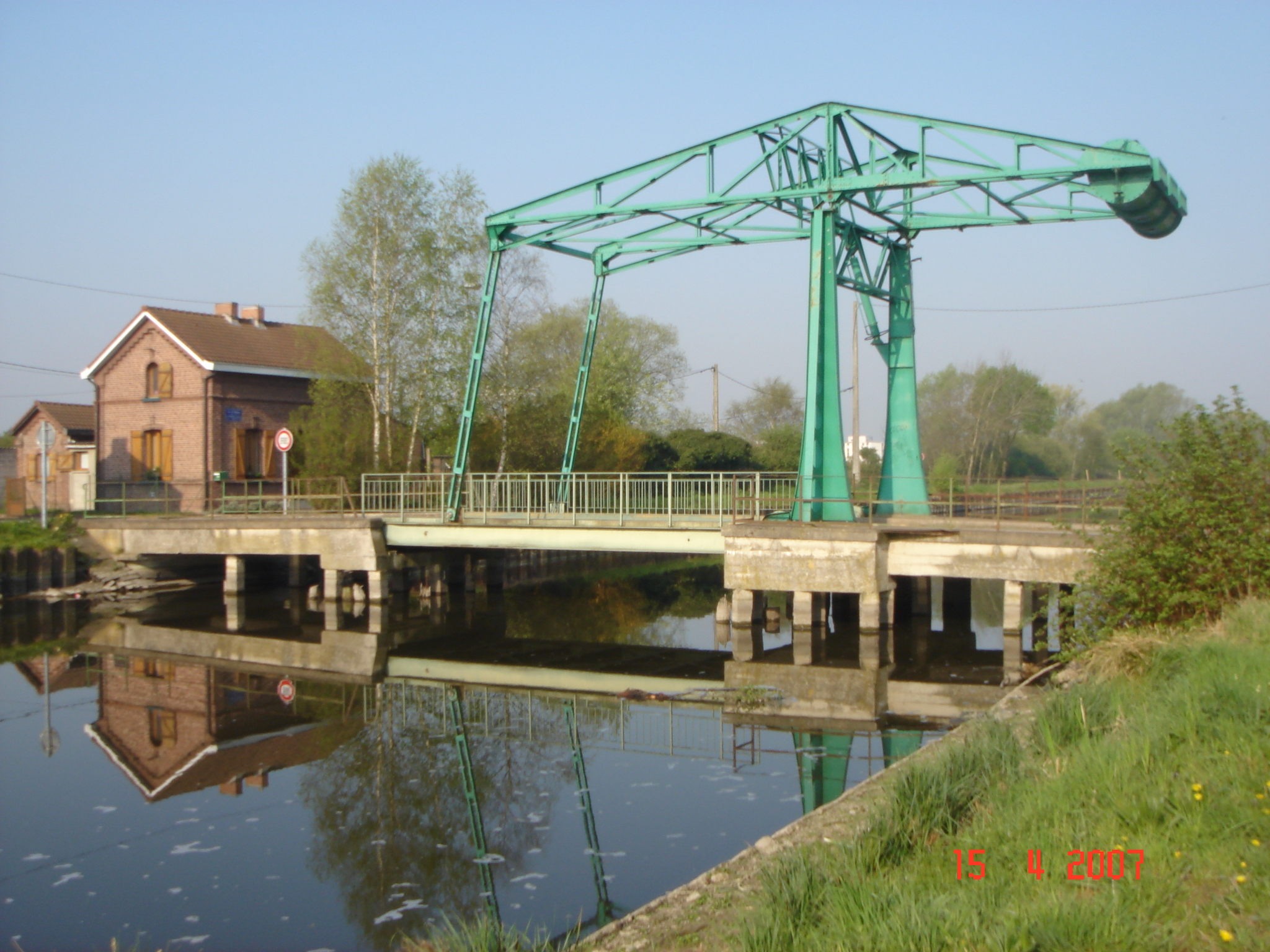
Pont de Germignies.
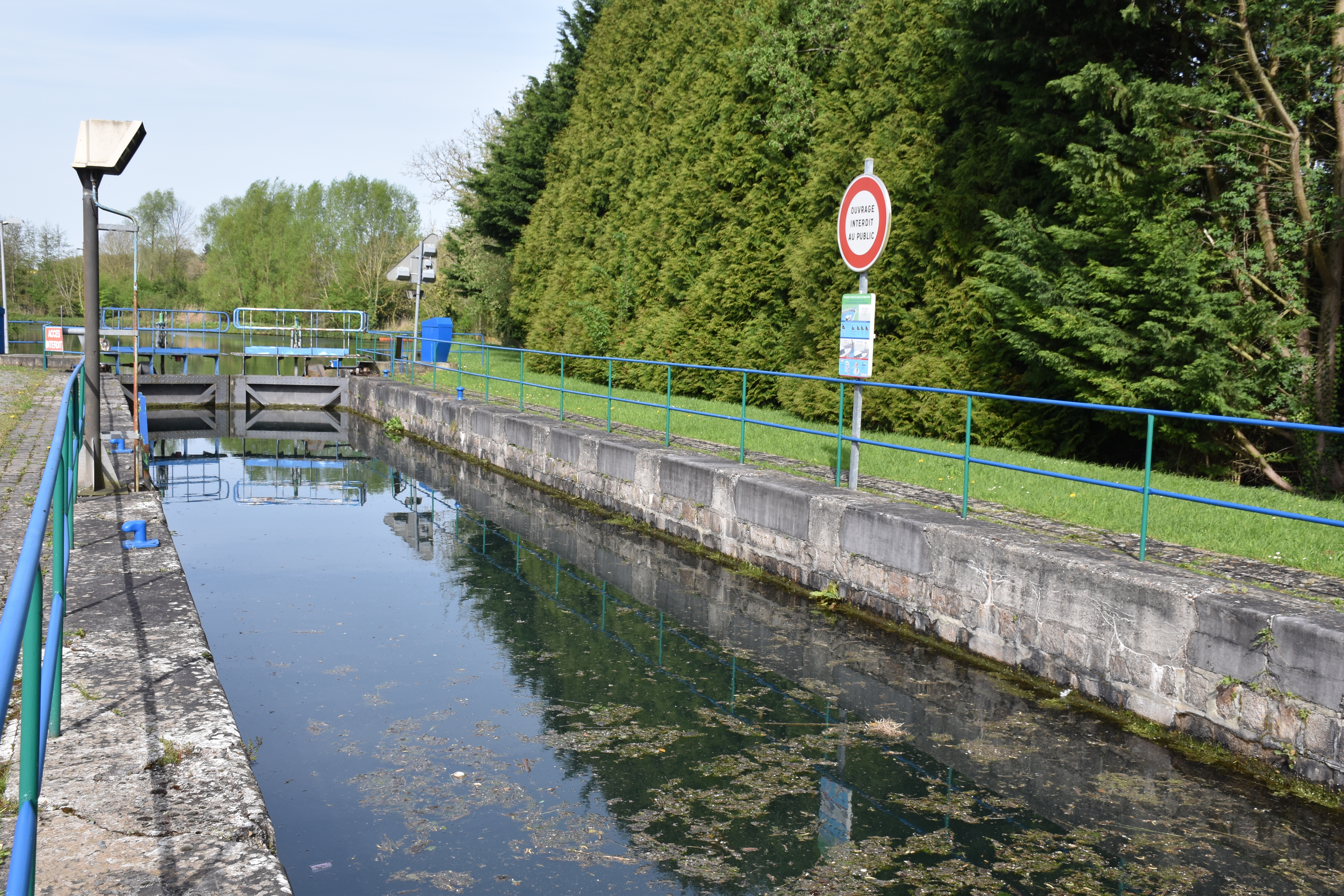
L'écluse no 31 à Fampoux.

## Voie verte
La Scarpe inférieure de Douai à son confluent avec l'Escaut est longée sur sa rive droite par une voie verte d'une largeur moyenne d'un mètre en revêtement stabilisé correctement entretenu. Une rampe en aval de Marchiennes communique avec la voie verte de la plaine de la Scarpe.

## La Scarpe en peinture

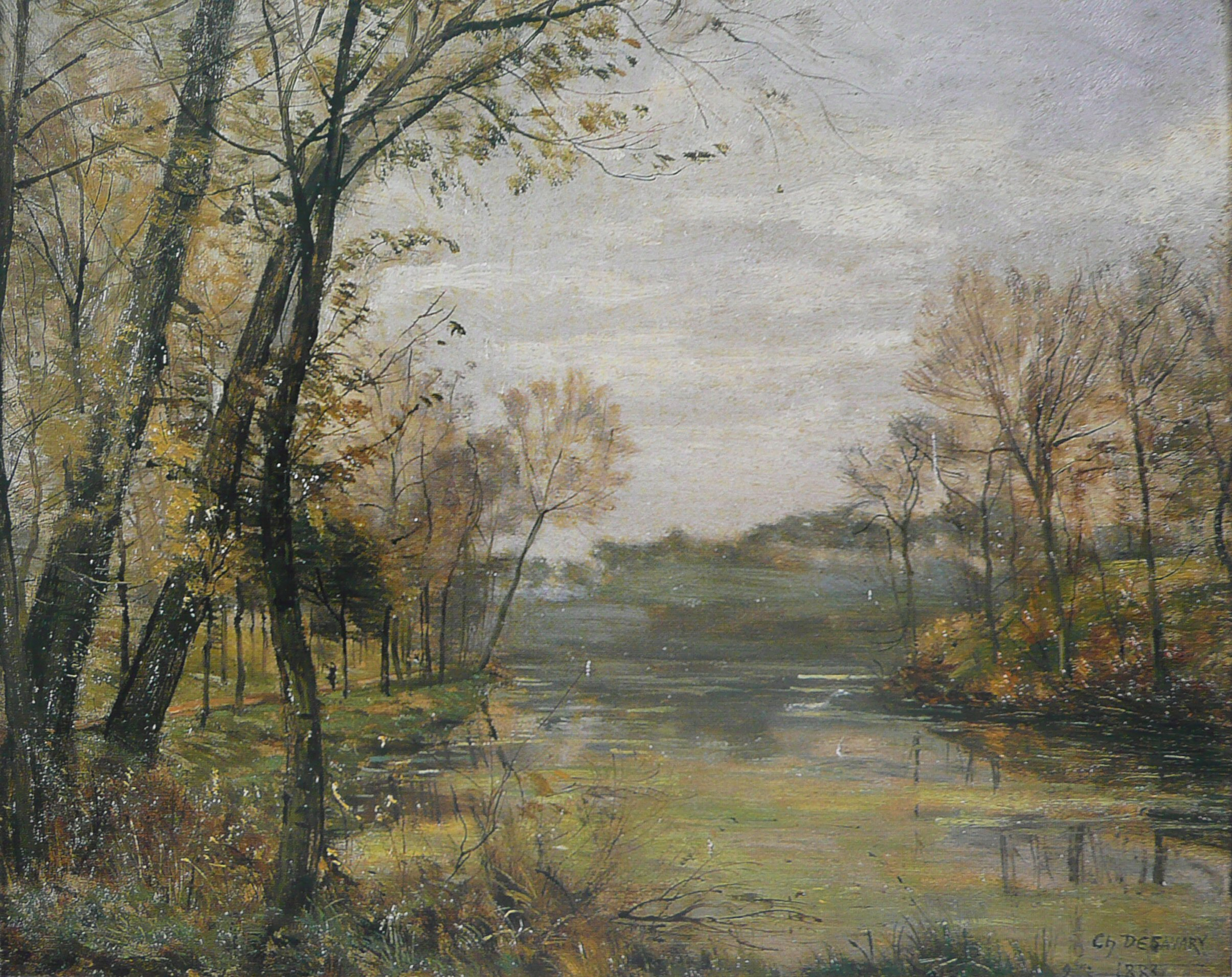
La Scarpe à Arras selon Charles Desavary (1883).
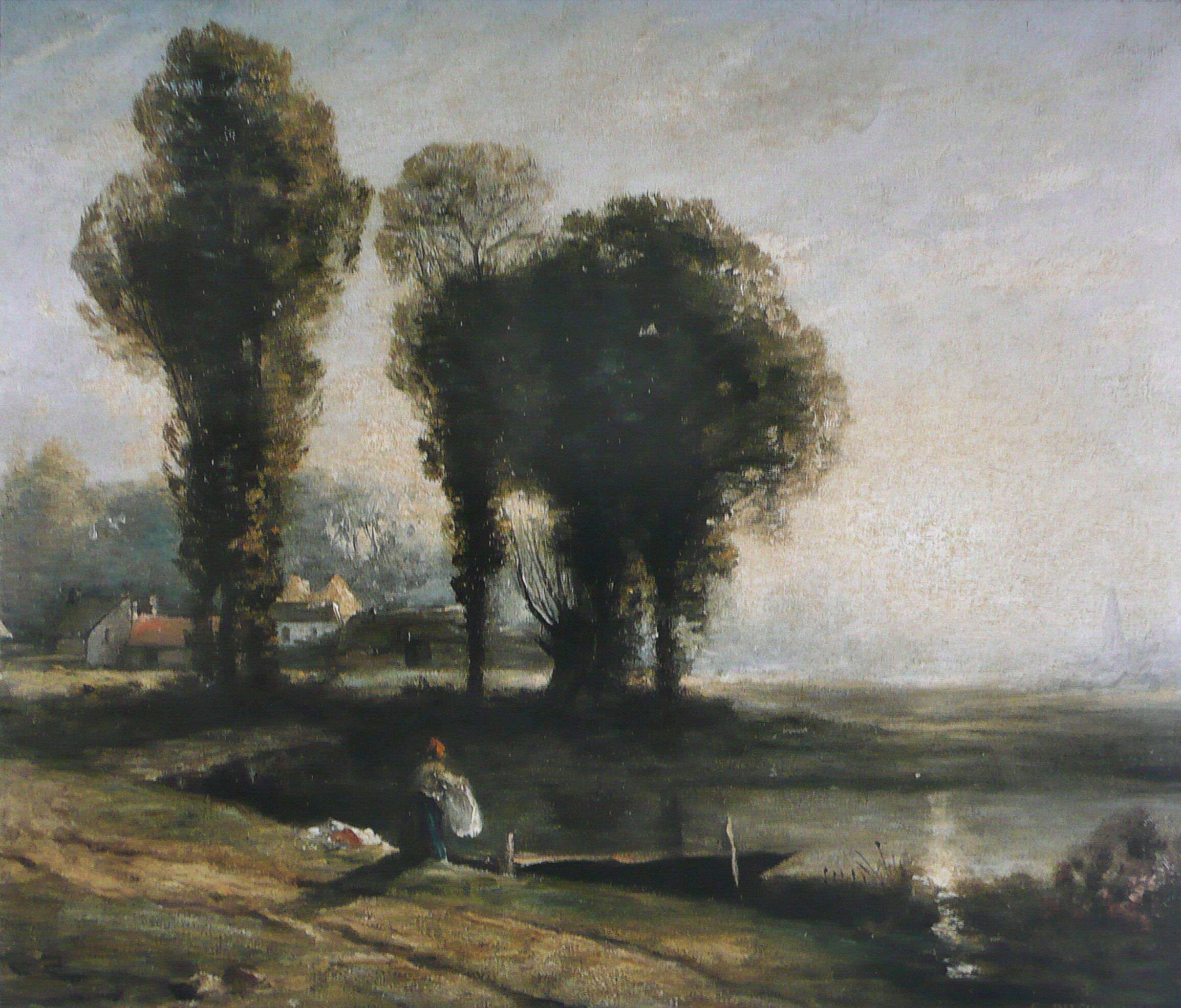
Bord de Scarpe, effet du matin selon Constant Dutilleux (1860), musée des Beaux-Arts d'Arras.

Charles Desavary et Constant Dutilleux, peintres de l'école d'Arras, ont peint la Scarpe.

## Lieux et monuments

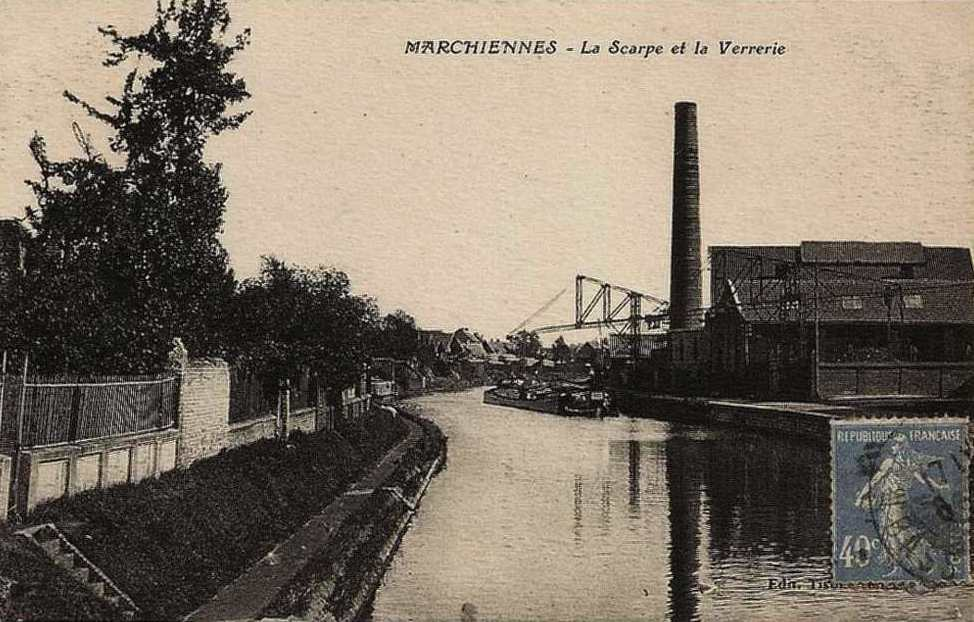
La Scarpe à Marchiennes au passage de la verrerie Sainte-Rictrude.

- Verrerie Sainte-Rictrude de Marchiennes